# Chatzenstrick
Der Chatzenstrick ist ein im schweizerischen Kanton Schwyz gelegener Pass und Pilgerweg, der die Ortschaften Einsiedeln und Altmatt miteinander verbindet. Die Passhöhe liegt auf 1053 m ü. M. mit einem Höhenunterschied von rund 150 bis 200 Meter.
Von Einsiedeln kommend ist die Strasse bis zur Passhöhe durchgängig asphaltiert. Ab dort ist die Schotterpiste Richtung Altmatt für den motorisierten Verkehr gesperrt. Von der Sonnenterrasse des ehemaligen Gasthauses hat man eine gute Sicht auf die Schwyzer und Glarner Alpen sowie auf Einsiedeln. Dort liegt auch die Kapelle Maria End. 

## Wortherkunft
Der Name – der übrigens auch in den Kantonen Aargau, Bern, Luzern, Nidwalden, Zug und Zürich vorkommt oder vorkam – rührt daher, dass der Übergang an einem steilen Weg liegt, «dessen Begehung die Behendigkeit der Katze erfordert». Strick ist eine in der schweizerischen Namenlandschaft häufige Bezeichnung für einen Weg oder Pfad oder aber für ein langgezogenes Geländestück.
Sowohl aus sprachlichen wie auch aus historischen Gründen nicht bestätigen lässt sich die Ansicht von Odilo Ringholz, der Name Chatzenstrick gehe auf einen einstigen Besitzer namens Kätzi zurück.